# NOWEDA
Die Noweda Apothekergenossenschaft eG (Eigenschreibweise NOWEDA) ist ein deutscher Pharmagroßhändler mit Hauptsitz in Essen und bundesweit 20 lagerführenden Niederlassungen.
Eigentümer der Noweda sind über 9.200 Apotheker.

## Geschichte
Am 1. September 1939 wurde die Noweda (ein Akronym für „Nordwestdeutsche Apothekergenossenschaft“) in Essen von sieben Apothekern gegründet. Der Umsatz betrug im ersten Geschäftsjahr 1.400 Reichsmark.
Die Geschäftsräume wurden 1944 zerstört. 1945 nahm man den Geschäftsbetrieb wieder auf und bezog 1946 neue Geschäftsräume. In den Jahren 1947 bis 1969 wuchs das Unternehmen kontinuierlich und etablierte sich als pharmazeutischer Großhändler. In Essen-Altendorf wurde ein Neubau errichtet.
Am 4. November 1970 erfolgte die Einweihung eines neuen Logistik- und Verwaltungskomplexes in Essen mit 13.000 m² Fläche. In den folgenden Jahren eröffnete die Noweda weitere Standorte, vornehmlich im Nordwesten. Dazu gehörten Frechen (1973), Münster (1975), Herford (1986), Schwerte (2000), Langgöns (2007) und Rastede (2005).
Ab 1990 erfolgte auch die Belieferung von Apotheken in den neuen Bundesländern von den neu errichteten Standorten Taucha (1992), Neudietendorf (1996) und Berlin-Mittenwalde (2004) aus. 
2008 wurde die von Wilhelm Kapferer zur pharmazeutischen Großhandlung ausgebaute W. Kapferer KG in Mosbach mit insgesamt vier Niederlassungen in Deutschland übernommen, damit war das Unternehmen bundesweit präsent.

## Wachstum
Am 17. Juli 2008 wurde in einer Pressemitteilung die rückwirkende Übernahme der pharmazeutischen Großhandlung W. Kapferer KG in Mosbach zum 1. April 2008 der Öffentlichkeit mitgeteilt. Die Kapferer KG verfügt über vier Niederlassungen vornehmlich in Süddeutschland und zwar in Mosbach (Baden), Friedrichsthal (Saar), Rossau (Sachsen) und Garching bei München. Am 5. August 2008 wurde die Übernahme durch das Bundeskartellamt freigegeben. Durch die Übernahme ist die Noweda-Gruppe bundesweit vertreten.
Am 9. September 2009 erfolgte der erste Spatenstich für die neue Niederlassung in Bergkirchen, die seit dem 1. September 2010 die zu klein gewordene Niederlassung in Garching ersetzt.
Zusätzlich baute die Noweda ihre Präsenz in Norddeutschland weiter aus und investierte in neue Standorte. Am 1. September 2011 wurde eine neue Niederlassung in Peine und am 1. Juni 2013 eine neue Niederlassung in Hamburg eröffnet.
Am 23. November 2011 teilte die Noweda den Kauf von ~67 vH der Aktien des luxemburgischen pharmazeutischen Großhändlers Comptoir Pharmaceutique Luxembourgeois S.A. (CPL) mit.
Im September 2013 gab Noweda eine Beteiligung am Schweizer Pharmagroßhandelsunternehmen PharmaFocus bekannt. Die Genossenschaft hält seitdem 50 Prozent der Anteile an der Aktiengesellschaft, die ausschließlich unabhängige Apotheken in der Schweiz beliefert.
Anfang November 2016 gab die NOWEDA Apothekergenossenschaft eG die Übernahme der Ebert+Jacobi GmbH & Co. KG aus Würzburg zum 1. Januar 2017 bekannt. Damit kamen die Niederlassungen in Würzburg, Heidenheim und Spangenberg hinzu. Mit der Übernahme steigt der Marktanteil der NOWEDA Apothekergenossenschaft auf über 21 Prozent.

## Niederlassungen
- Berlin/Mittenwalde
- Herford
- Chemnitz/Rossau
- Schwerte
- Erfurt/Neudietendorf
- Essen
- Gießen/Langgöns
- Hamburg
- Kassel/Spangenberg
- Frechen
- Leipzig/Taucha
- Mosbach
- München/Bergkirchen
- Münster
- Peine
- Oldenburg/Rastede
- Friedrichsthal
- Stuttgart/Böblingen
- Heidenheim an der Brenz
- Würzburg